# 이명재 (1939년)
이명재(李明宰, 1939년 1월 25일 ~ )는 대한민국의 문학평론가이자  시조시인이며 전 대학교수이다.

## 생애
이명재은 1939년에 함평군에서 태어났다. 중앙대 및 동댕학원 국문과를 졸업하고, 경희대에서 문학박사 학위를 취득했다. 중앙대학교 문과대 교수를 역임했고, 현재 중앙대학교 명예교수이다.

## 평론가 활동
1972년 《문경》에 《한국 현대소설의 영역》을 발표했고, 1977년에는 동아일보 신춘문예에서 평론 《체념과 저항의 시학 - 김소월론》으로 입선, 1978년《한국문학》신인상에《신문학 재론 서설》이 당선되며 등단하였다.

## 평론집
- 한국현대문학론 (1975)
- 꿈과 낭만 그리고 지성 (창미사, 1986)
- 변혁기의 한국문학 (문학세계사, 1990)
- 식민지 시대의 한국문학 (중앙대출판부, 1991)
- 문학비평의 이론과 실제 (집문당, 1997)
- 전환기의 글쓰기와 상상력 (범우사, 1998)
- 억압과 망각 그리고 디아스포라 (2004)
- 사막 그리고 별의 시학 (창조문예사, 2012)

## 연구서
- 북한문학사전 (국학자료원, 1995)

## 수상
- 1988년 제13회 노산문학상
- 한국문학평론가협회상
- 월간문학 동리상 수상
- 국민훈장 녹조장 수훈